# Sietas Typ 160
Der Typ 160 ist der erste Open-Top-Container-Feederschiffstyp der Sietas-Werft in Hamburg-Neuenfelde. Von der Open-Top-Version wurden dreizehn Einheiten gebaut. Zudem lieferte Sietas sieben Schiffe des Untertyps 160a aus, deren Laderäume allesamt Lukendeckel besitzen. Die Baureihe galt zur Bauzeit als besonders erfolgreiches Produkt der Werft.

## Geschichte

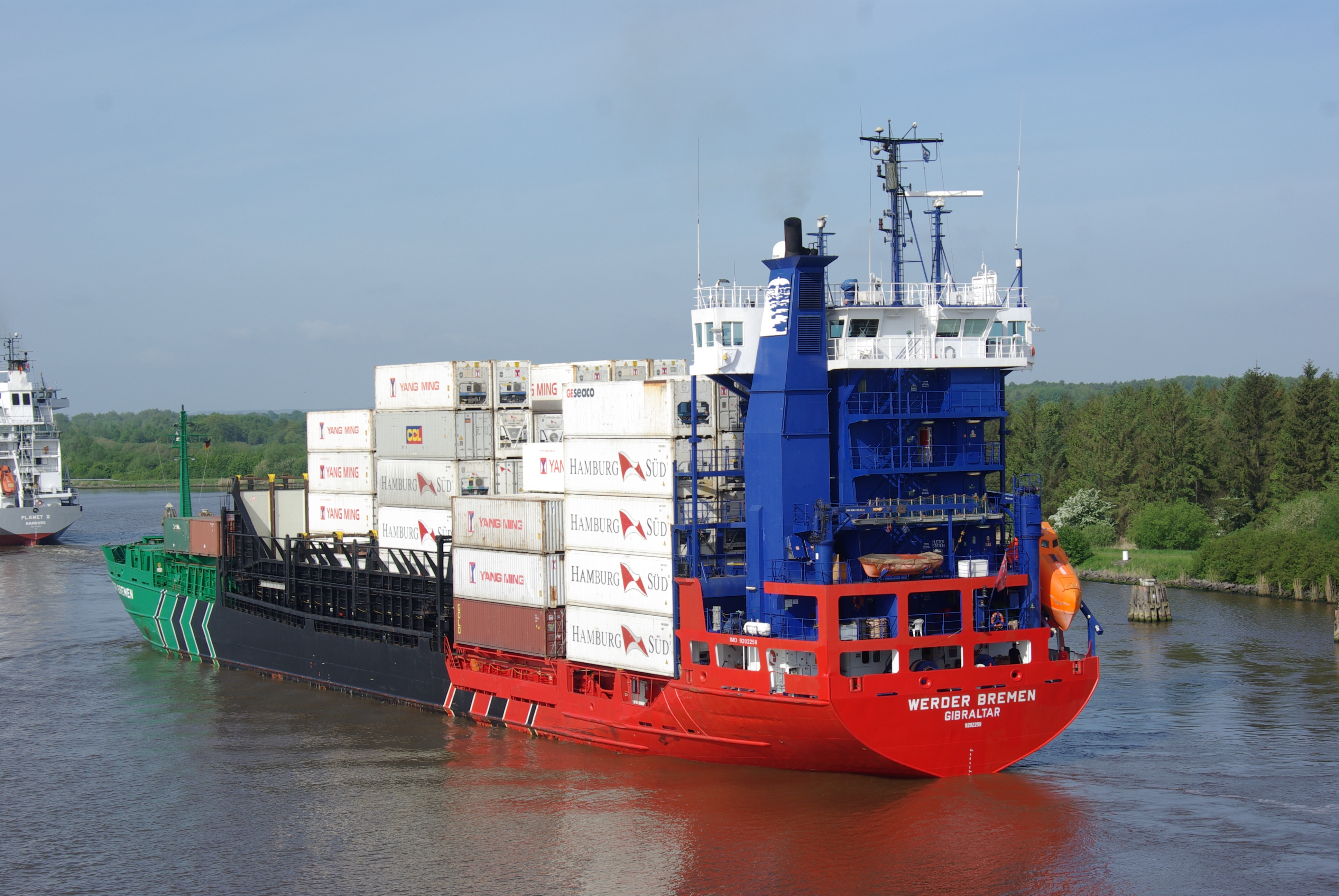
Heckansicht der Werder Bremen (Typ 160)

Der Schiffstyp wurde von 1996 bis 2000 für verschiedene Reedereien gebaut. Die meist eisverstärkten Schiffe werden vorwiegend auf europäischen Containerzubringerdiensten eingesetzt, wo sie alleine durch die große Anzahl zu einem Standardschiff wurden. Im Nord-Ostsee-Kanal und in der Ostsee zählten sie um die Jahrtausendwende zu den größeren Einheiten ihrer Art.
Besondere Aufmerksamkeit innerhalb der Serie erregten die nach den gleichnamigen Bundesligavereinen Borussia Dortmund und Werder Bremen benannten Schiffe. Die 2015 verkaufte Borussia Dortmund der Reederei Rudolf Schepers war besonders auffällig in den Vereinsfarben schwarz und schwefelgelb lackiert.

## Technik

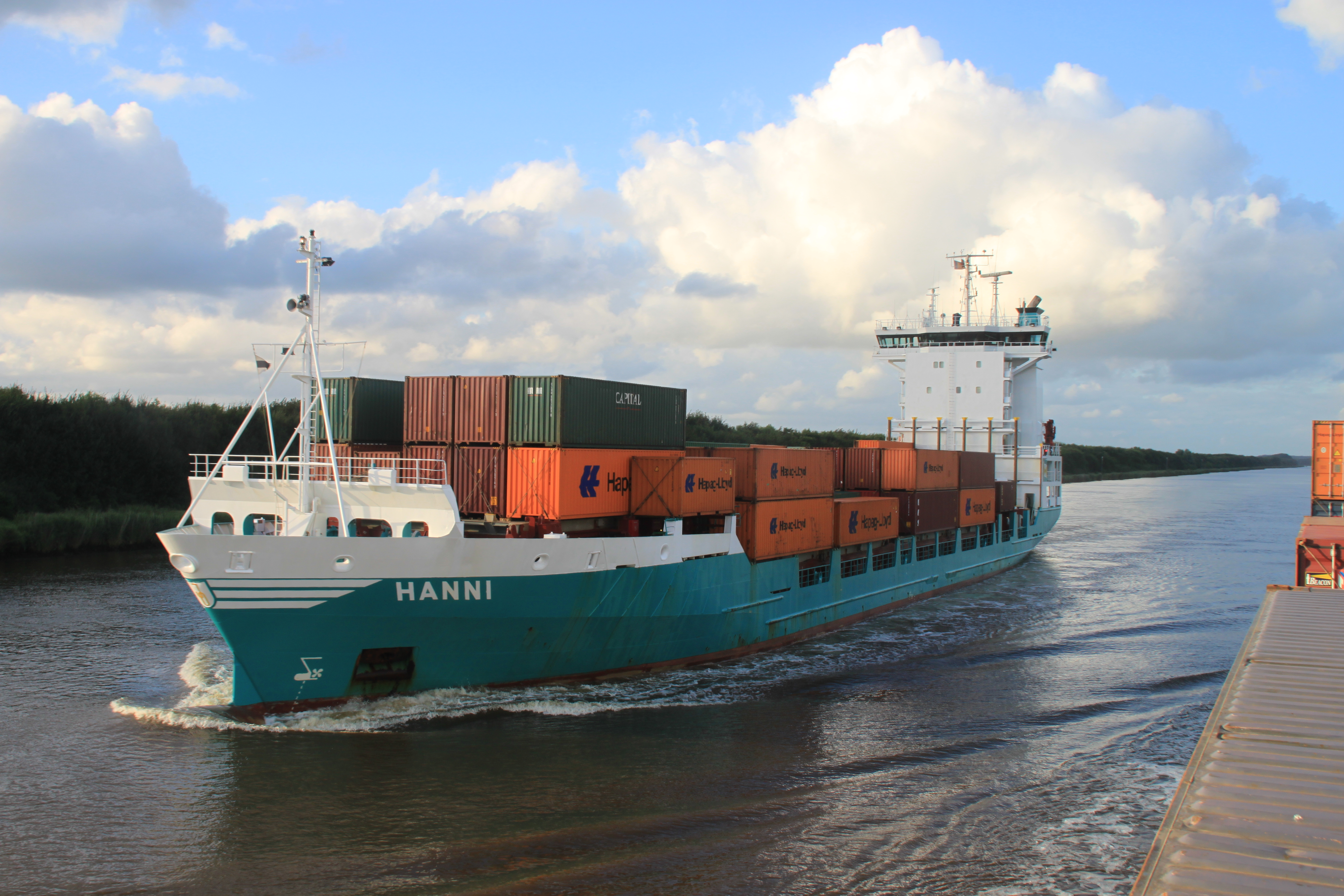
Die Hanni (Typ 160a) im Nord-Ostsee-Kanal

Die Schiffe des Typs wurden in verschiedenen Varianten gebaut. So hat der Basistyp 160 fast immer eine hohe Eisklasse, was durch die Eisverstärkung des Rumpfes zu einem höheren Stahlbaugewicht führt. Die Mehrzahl der Typ-160-Schiffe besitzt aufgrund des Einsatzgebietes in kalten Regionen ein Ruderhaus mit geschlossenen Brückennocken. Innerhalb der Baureihe werden die Typen 160 und 160a unterschieden.
Der Typ 160 verfügt über vier Laderäume, von denen der dritte oben offen ist. Beim Untertyp 160a besitzt auch der dritte Laderaum einen Lukendeckel. Die hinteren drei Räume sind kastenförmig (box-shaped) ausgeführt. Durch den offenen Laderaum (der 38 Meter lang ist) ergibt sich eine hohe Flexibilität, da das Öffnen und Schließen der Lukendeckel im Hafen entfällt und die Höhe der Container im Raum durch die Lukendeckel nicht begrenzt ist. Alle Laderäume sind mit Cellguides für den Transport von Containern und den Transport von Gefahrgutcontainern ausgerüstet. Die Tankdecke ist für die Stauung von Schwergut verstärkt. Darüber hinaus ist das Schiff für den Transport von überlangen und überbreiten Containern der gängigsten Sondermaße eingerichtet. Der Typ 160 verfügte anfangs über 683, später über 700 Containerstellplätze. 100 Stellplätze sind mit einem Anschluss für Kühlcontainer ausgerüstet. Bei homogener Beladung mit jeweils 14 Tonnen schweren Containern kann der Schiffstyp noch 380 TEU transportieren.
Angetrieben werden die Schiffe der Baureihe von einem Viertakt-Dieselmotor des Typs MAN B&W 8L 40/54, der auf einen Verstellpropeller wirkt. Die An- und Ablegemanöver werden durch ein Beckerruder und ein Bugstrahlruder mit 550 kW Leistung unterstützt.
Die Rümpfe wurden in Sektionsbauweise zusammengefügt. Aus dem Typ 160 entwickelte die Sietas-Werft den nochmals größeren Sietas Typ 168.

## Die Schiffe
| Bauname                                                                              | Typ  | Baunummer | IMO-Nummer | Stapellauf Ablieferung | Auftraggeber                        | Umbenennungen und Verbleib |
| ------------------------------------------------------------------------------------ | ---- | --------- | ---------- | ---------------------- | ----------------------------------- | --- |
| Monika Ehler                                                                         | 160  | 1127      | 9134141    | 24.04.1996 24.05.1996  | Heinz Ehler, Otterndorf             | 2004 BG Antwerp, 2006 HMS Rotterdam, 2006 BG Antwerp, 2009 Carolina, am 21. Januar 2016 zum Abbruch in Alang (Indien) eingetroffen und dort am 3. Februar 2016 auf den Strand gesetzt |
| Sven                                                                                 | 160  | 1126      | 9134139    | 20.05.1996 21.06.1996  | Wilfried Rambow, Drochtersen        | 1996 Solid, 1997 Lucy Borchard, 2000 Sven, 2019 Dubai Alliance, so 2024 in Fahrt |
| Partnership                                                                          | 160  | 1129      | 9130432    | 08.06.1996 03.07.1996  | Hans Georg Vöge, Drochtersen        | 1996 Yvette, 2003 Partnership, 2004 City of Lisbon, 2005 Clara, 2009 WEC Rubens, 2011 BF Fortaleza, so 2024 in Fahrt                                                                  |
| Kalina                                                                               | 160  | 1130      | 9130444    | 01.07.1996 17.08.1996  | Nagel & Co. KG, Drochtersen         | 1996 Sound, 1997 Rachel Borchard, 2001 Kalina, 2017 Alina, 2019 Pluto, so 2024 in Fahrt                                                                                               |
| Hohebank                                                                             | 160  | 1131      | 9134153    | 20.08.1996 18.09.1996  | Ludwig Jacob Rass, Bramstedt        | 1996 Pentland, 1997 Susan Borchard, 2001 Hohebank, 2003 Hohesand, 2011 AFL New England, 2012 WEC Majorelle, so 2024 in Fahrt                                                          |
| Hoheriff                                                                             | 160  | 1133      | 9138343    | 11.02.1997 17.03.1997  | Ludwig Jacob Rass, Bramstedt        | abgeliefert als Inga Lena, 1998 Charlotte Borchard, 2001 Inga Lena, 2013 Tolaga, 2017 BF Lucia, 2020 Lucia, so 2024 in Fahrt                                                          |
| Petuja                                                                               | 160  | 1150      | 9138367    | 17.03.1997 24.04.1997  | Ernst A. von Allwörden, Drochtersen | abgeliefert als Joanna Borchard, 2000 Petuja, 2010 WEC Frans Hals, 2011 Tauranga, 2013 Vinafco 26, so 2024 in Fahrt                                                                   |
| Karin                                                                                | 160  | 1168      | 9151101    | 22.04.1997 24.05.1997  | Egon Köpke, Jork                    | 1998 Jane, 2005 Karin, 2006 K-Stream, so 2024 in Fahrt |
| Mary Ann                                                                             | 160  | 1146      | 9138355    | 02.10.1997 07.11.1997  | Winfrid Eicke, Delve                | abgeliefert als CTE Valencia, 1998 Mary Ann, 2007 K-River, so 2024 in Fahrt |
| Borussia Dortmund                                                                    | 160  | 1125      | 9162681    | 06.01.1998 05.02.1998  | Reederei Rudolf Schepers, Haren/Ems | 2015 Alasa, am 5. April 2025 zum Abbruch in Aliağa eingetroffen |
| Alk                                                                                  | 160  | 1148      | 9143972    | 22.06.1998 15.08.1998  | Jan Breuer, Drochtersen             | 2003 K-Ocean, 2004 City of Oporto, 2008 K-Ocean, 2010 WEC Brueghel, 2022 K-Ocean, so 2024 in Fahrt                                                                                    |
| Lappland                                                                             | 160a | 1153      | 9186388    | 21.07.1998 12.09.1998  | Petra Heinrich, Jork                | 2016 Greetje, 2023 Cetus, so 2024 in Fahrt |
| Ingrid                                                                               | 160a | 1154      | 9186390    | 17.08.1998 10.10.1998  | Mathies Reederei, Hamburg           | 2007 Electron, 2012 Beryte, 2017 Umbau zum Viehtransporter Queensland, so 2024 in Fahrt                                                                                               |
| Antje Russ                                                                           | 160a | 1155      | 9186405    | 12.09.1998 07.11.1998  | Ernst Russ, Hamburg                 | abgeliefert als Antje, 2008 Antje Russ, 2015 Phoenix II, 2017 A2B Independent, 2022 Depe, so 2024 in Fahrt                                                                            |
| Hanni                                                                                | 160a | 1156      | 9188506    | 09.10.1998 09.12.1998  | Jürgen Ohle, Drochtersen            | abgeliefert als Svealand, 2007 Hanni, so 2024 in Fahrt |
| Werder Bremen                                                                        | 160  | 1124      | 9202259    | 20.09.1999 30.10.1999  | Beluga Shipping, Bremen             | 2012 Skyline, 2017 Dubai Venture, so 2024 in Fahrt |
| Johanna                                                                              | 160  | 1071      | 9197521    | 26.10.1999 10.12.1999  | Heinz Georg Vöge, Drochtersen       | 2014 Emilia, so 2024 in Fahrt |
| Anke Ehler                                                                           | 160a | 1134      | 9208459    | 23.02.2000 08.04.2000  | Heinz Ehler, Otterndorf             | 2013 Nayada, so 2024 in Fahrt |
| Elisabeth                                                                            | 160a | 1157      | 9219862    | 20.03.2000 06.05.2000  | Holwerda Shipmanagement, Heerenveen | so 2024 in Fahrt |
| Frederika                                                                            | 160a | 1158      | 9219874    | 08.04.2000 27.05.2000  | Holwerda Shipmanagement, Heerenveen | 2000 Dalsland, 2007 Freya, so 2024 in Fahrt |
| Nicht gesondert referenzierte Daten: Equasis, Germanischer Lloyd, Miramar Ship Index |      |           |            |                        |                                     | |